# Batrachoides boulengeri
Batrachoides boulengeri är en fiskart som beskrevs av Gilbert och Starks, 1904. Batrachoides boulengeri ingår i släktet Batrachoides och familjen paddfiskar. IUCN kategoriserar arten globalt som sårbar. Inga underarter finns listade.